# Petalidium oblongifolium
Petalidium oblongifolium är en akantusväxtart som beskrevs av C. B. Cl.. Petalidium oblongifolium ingår i släktet Petalidium och familjen akantusväxter. Inga underarter finns listade i Catalogue of Life.